# Jordan Henderson

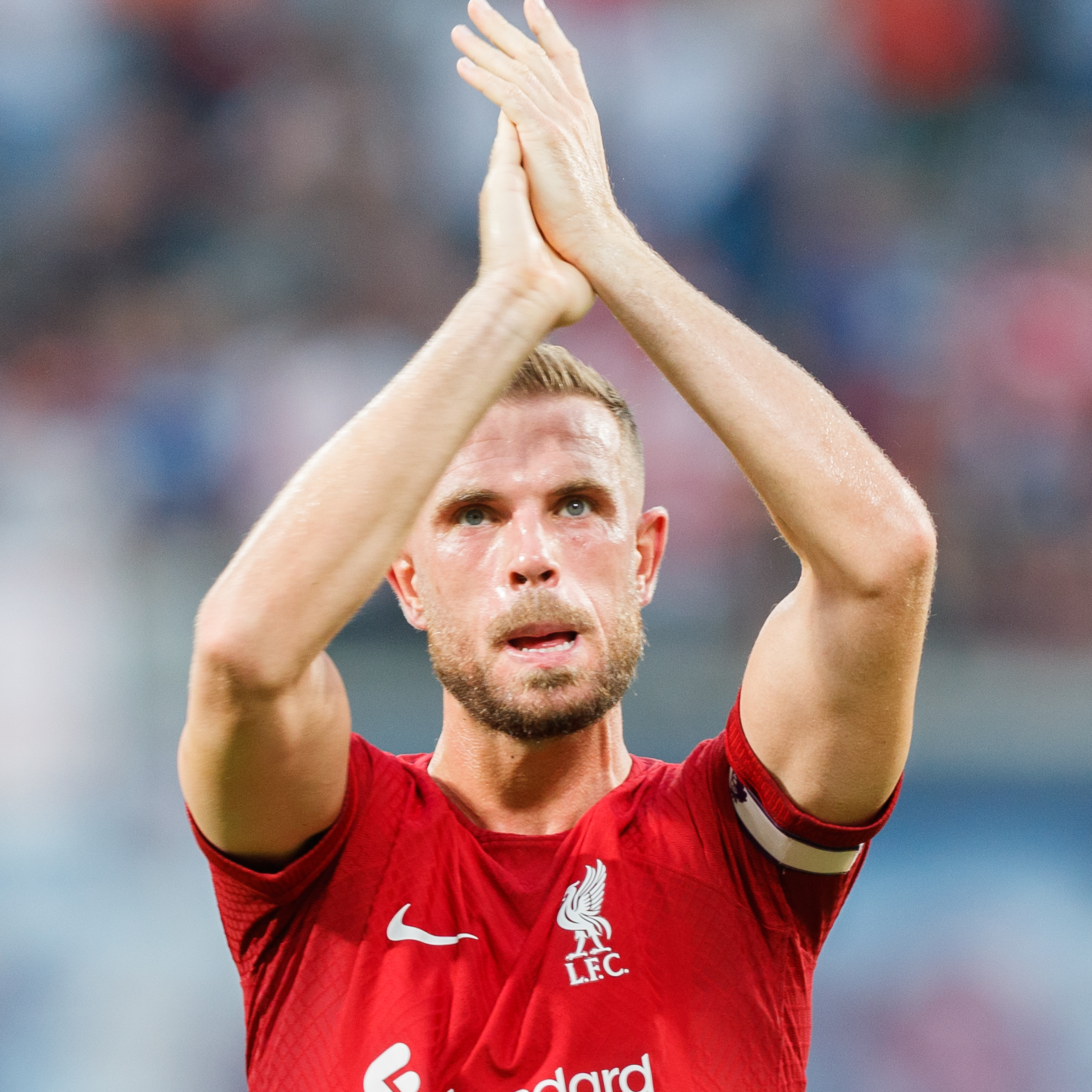
Henderson pelo Liverpool em 2022

Jordan Brian Henderson MBE (Sunderland, 17 de junho de 1990) é um futebolista inglês que atua como volante. Joga pelo Brentford.

## Carreira

### Sunderland
Formado nas categorias de base do Sunderland, Henderson foi promovido aos profissionais no dia 1 de julho de 2008. O jogador estreou na Premier League no dia 1 de novembro, entrando no decorrer de uma derrota contra o Chelsea. Na ocasião, os Black Cats foram goleados por 5 a 0.

### Empréstimo ao Coventry City
Em janeiro de 2009, Jordan Henderson foi emprestado por um mês ao Coventry City, da EFL Championship (segunda divisão inglesa). Ele estreou numa derrota por 2 a 1 frente ao Derby County. Já no dia 23 de fevereiro, foi anunciada a extensão de seu empréstimo até o final da temporada.
Durante seu empréstimo, ele fraturou o 5º osso do metatarso em seu pé e retornou ao Sunderland em 8 de abril de 2009.

### Retorno ao Sunderland
Na temporada 2009–10, Henderson não foi bem pelo Sunderland e jogou poucas partidas na Premier League. Marcou seu primeiro gol contra o Birmingham City, em jogo válido pela terceira rodada da Copa da Liga Inglesa.
Henderson passou a maior parte da temporada jogando do lado direito do meio-campo, mas jogou centralizado na ausência de Lee Cattermole; sua versatilidade e consistência rendeu a ele um novo contrato de cinco anos em 3 de abril de 2010. Ele foi eleito o melhor jogador jovem do Sunderland na temporada 2009–10.
Sua primeira temporada no time foi um grande sucesso. Ele atingiu uma grande marca, marcou dois gols em todas as competições e ainda distribuiu seis assistências.
A boa forma de Henderson no começo da temporada atraiu olhares de muitos observadores, o mais notável foi o treinador da Seleção Inglesa Fabio Capello, que fez de Henderson um integrante da equipe que enfrentaria a França em 17 de novembro de 2010. Henderson ajudou o Sunderland em uma sequência de jogos invictos contra grandes clubes como Manchester City, Manchester United e Chelsea, todos eles manifestaram interesse no jogador.

### Liverpool

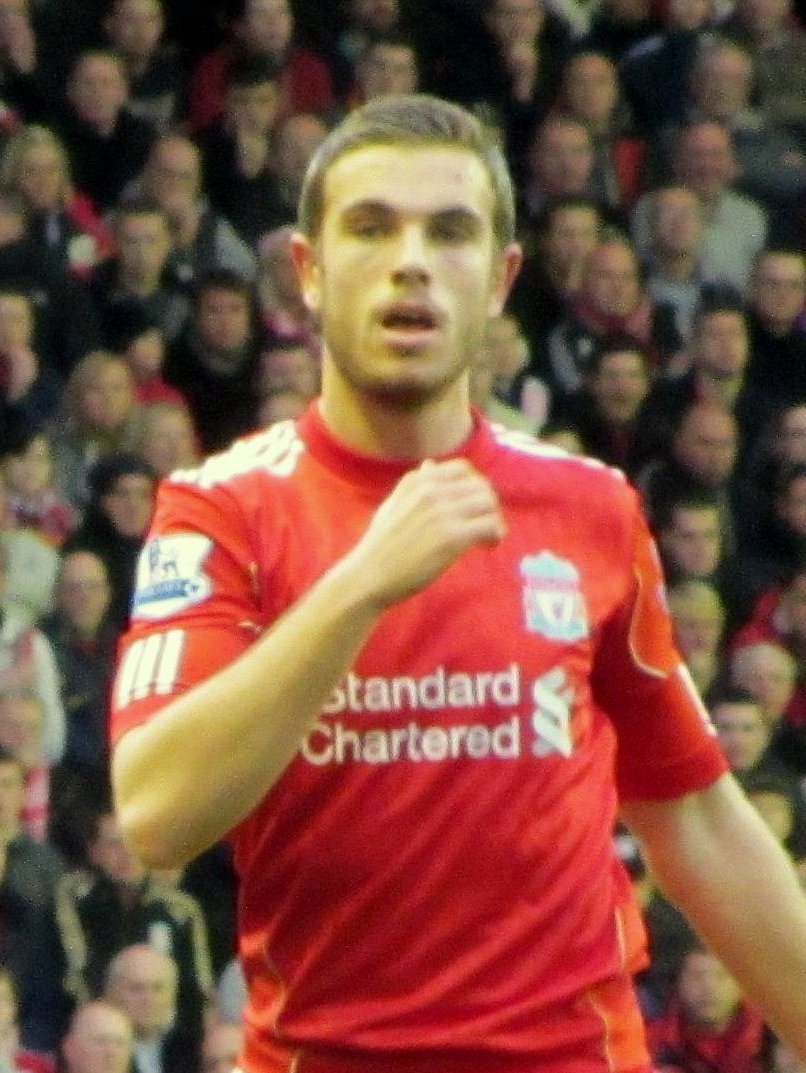
Henderson pelo Liverpool em 2012

Em 8 de junho de 2011, o Sunderland confirmou ter aceito uma proposta do Liverpool por Henderson, de valor não divulgado, estimado em torno 20 milhões de libras.
O jogador balançou as redes no dia 6 de dezembro de 2012, contra a Udinese, garantindo a vitória e a classificação do Liverpool para a próxima fase da Liga Europa. Na ocasião, o Liverpool venceu por 1 a 0 fora de casa. Marcou mais um gol contra o Norwich City, pela Premier League, numa goleada por 5 a 0.
Henderson marcou contra o Arsenal em 30 de janeiro de 2013, mas sua equipe empatou em 2 a 2 sofrendo um gol no final. Fez outro gol contra o Aston Villa em 31 de março, pela Premier League. Marcou dois gols pelo Liverpool pela primeira vez no dia 27 de abril, numa goleada por 6 a 0 sobre o Newcastle, fora de casa.
Após a saída de Steven Gerrard, Henderson se tornou o capitão do clube. Foi o capitão da equipe na campanha em que foi vice-campeão da Liga Europa da UEFA. Na temporada 2018/19 se tornou campeão da Liga dos Campeões da UEFA como capitão do clube. Na temporada seguinte, foi campeão da Copa do Mundo de Clubes da FIFA e da Premier League como capitão do clube, um titulo que o clube não vencia a 30 anos. Na temporada 2021/22 venceu a Copa da Inglaterra e a Copa da Liga Inglesa, além de ter chegado a 3 finais de Champions em 5 anos (onde venceu uma). No inicio da temporada 2022/23 entrou para a história do clube ao vencer a Supercopa da Inglaterra e entrar para a lista dos jogadores que ergueram todos os troféus possíveis como capitão do Liverpool. Sua última partida pelo clube foi no empate em 1 a 1 diante do Southampton válido pela Premier League. Ao fim da temporada 2023/24, e após mais de 12 anos no clube decidiu encerrar sua passagem pelo clube onde é ídolo para ingressar no futebol saudita. Pelo Liverpool, Henderson disputou 491 partidas, 33 gols e 59 assistências, tendo conquistado 8 titulos pelo clube sendo 7 como capitão.

### Al-Ettifaq
Foi confirmado como novo reforço do Al-Ettifaq, da Arábia Saudita, no dia 27 de julho de 2023, chegando ao time comandado por Steven Gerrard (ídolo do Liverpool). Sua estreia foi em uma vitória por 2 a 1 diante do Al-Nassr válido pela Saudi Pro League. Após não se adaptar ao clube e ao país, em pouco mais de 6 meses Henderson rescindiu seu contrato com o clube, no dia 17 de Janeiro de 2024. Sua ultima partida pelo clube foi em um empate em 1 a 1 no dia 28 de dezembro de 2023 diante do Al-Hazem F.C. válido pela Saudi Pro League. Pelo clube Henderson atuou em 19 partidas e distribuindo 5 assistências.

### Ajax
Em 18 de janeiro de 2024, o Ajax acertou a contratação de Jordan Henderson, ele assinou por dois anos e meio. Em 10 de julho de 2025, pouco mais de um ano depois de se juntar ao clube holandês, Henderson pediu para rescindir o vínculo e entrou em acordo com o time para finalizar o contrato antes de junho de 2026. Pelo clube foram 57 partidas, tendo balançado as redes uma vez e contribuído com nove passes para gols.

### Brentford
Em 15 de julho de 2025, o Brentford anunciou a contratação de Jordan Henderson. O jogador estava livre no mercado após rescindir com o Ajax de forma antecipada e assinou um contrato válido por dois anos com os Bees.

## Seleção Nacional

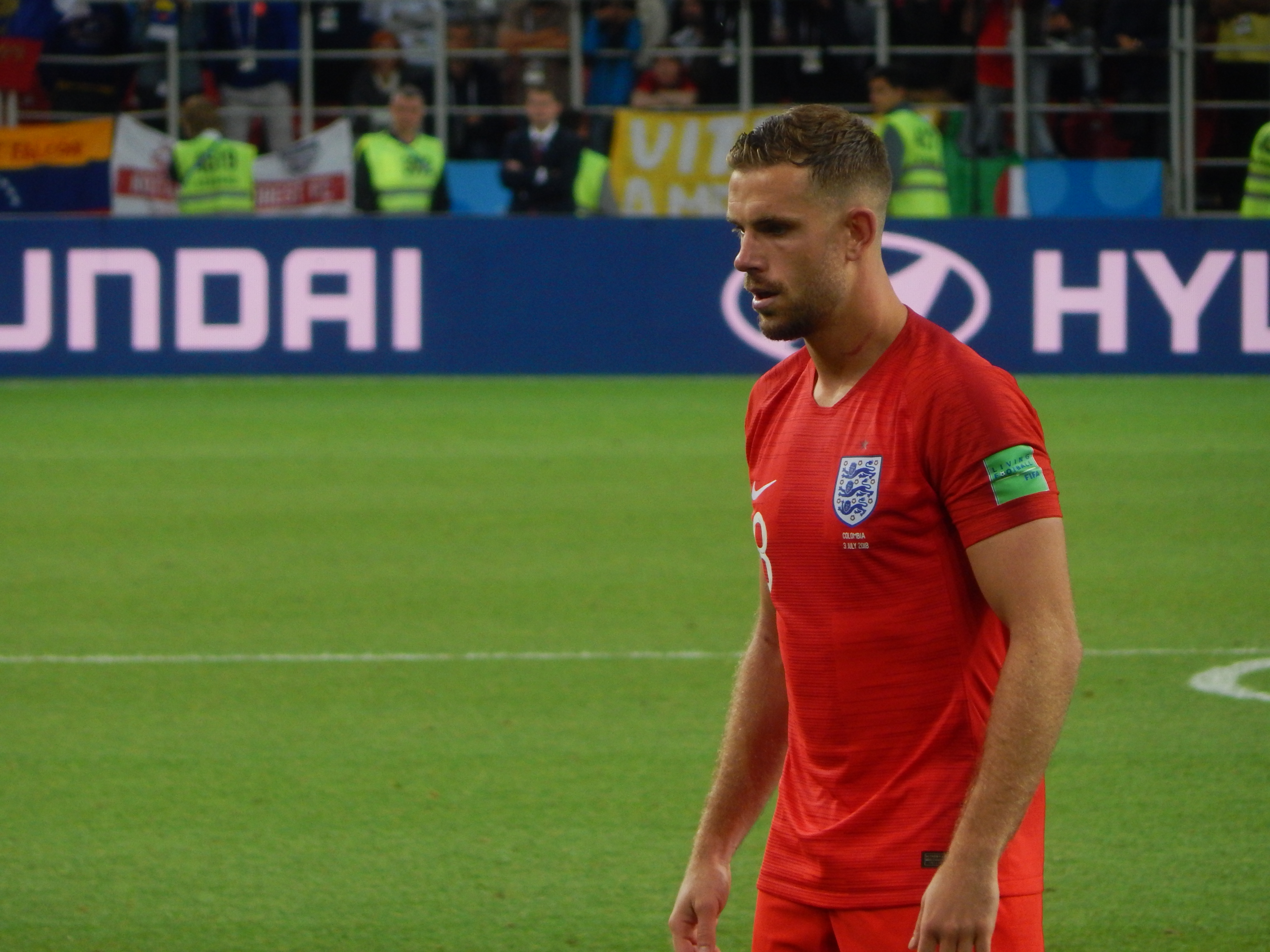
Henderson contra a Colômbia na Copa do Mundo FIFA de 2018

Recebeu sua primeira convocação para Seleção Inglesa em 17 de novembro de 2010, sendo chamado para um amistoso contra a França. Na ocasião, Henderson foi titular e atuou como volante ao lado de Gerrard.
Pelo English Team, o jogador foi convocado para as Eurocopas de 2012, 2016 e 2020 além da Copa do Mundo FIFA de 2014, a Copa do Mundo FIFA de 2018 e a Copa do Mundo FIFA de 2022.

#### Gols pela Seleção Sub-21
| Gols na seleção Sub-21 | Gols na seleção Sub-21 | Gols na seleção Sub-21               | Gols na seleção Sub-21 | Gols na seleção Sub-21 | Gols na seleção Sub-21 | Gols na seleção Sub-21                                            |
| Gols                   | Data                   | Local                                | Adversário             | Placar                 | Resultado              | Competição                                                        |
| ---------------------- | ---------------------- | ------------------------------------ | ---------------------- | ---------------------- | ---------------------- | ----------------------------------------------------------------- |
| 1.                     | 8 de outubro de 2010   | Carrow Road, Norwich, Inglaterra     | Romênia                | 1–0                    | 2–1                    | Qualificações para Campeonato Europeu de Futebol de 2011 - Sub-21 |
| 2.                     | 24 de março de 2011    | Viborg Stadion, Viborg, Dinamarca    | Dinamarca              | 4–0                    | 4–0                    | Amistoso                                                          |
| 3.                     | 1 de setembro de 2011  | Vicarage Road, Watford, Inglaterra   | Azerbaijão             | 3–0                    | 6–0                    | Qualificações para Campeonato Europeu de Futebol de 2011 - Sub-21 |
| 4.                     | 10 de outubro de 2011  | Marienlyst Stadion, Drammen, Noruega | Noruega                | 2–0                    | 2–1                    | Qualificações para Campeonato Europeu de Futebol de 2011 - Sub-21 |

## Títulos
Liverpool
- Copa da Liga Inglesa: 2011–12 e 2021–22
- Liga dos Campeões da UEFA: 2018–19
- Supercopa da UEFA: 2019
- Copa do Mundo de Clubes da FIFA: 2019
- Premier League: 2019–20
- Copa da Inglaterra: 2021–22
- Supercopa da Inglaterra: 2022

### Prêmios individuais
- Melhor Jogador da Inglaterra Sub-21: 2012
- Melhor Jogador Jovem do Sunderland: 2009–10, 2010–11
- Melhor Jogador Jovem do Liverpool: 2011–12
- Seleção da Liga dos Campeões da UEFA 2018–19
- Jogador do Ano da Seleção Inglesa: 2019[27]
- Jogador do Ano FWA: 2019–20[28]